# 에비하라 신

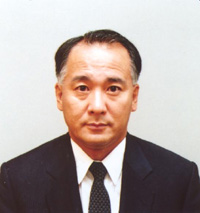

에비하라 신(일본어: 海老原 紳, 1948년 2월 16일 ~ )은 일본의 외교관이다. 2008년부터 2011년까지 주영국 특명전권대사를 역임했다.

## 주요 경력
도쿄 대학 법학부에 재학 중인 1970년에 외교관 상급 시험에 합격했고, 1971년 4월 외무성에 입성했다.
- 1998년 8월 : 외무성 대신관방 심의관 겸 조약국
- 1999년 7월 : 내각총리대신 비서관
- 2000년 7월 : 주미국 일본대사관 공사
- 2001년 1월 : 외무성 조약국장
- 2002년 9월 : 외무성 북미국장
- 2005년 1월 : 내각관방 부장관보
- 2006년 : 주인도네시아 대사
- 2008년 : 주영국 대사
- 2011년 : 퇴임, 스미토모 상사 주식회사 고문, 원자력 위원회 신대강책정회의 위원
- 2015년 6월 : 미쓰비시지쇼 주식회사 이사[2]
  - 공익사단법인 경제동우회 대표 간사 특별고문, 공익 재단법인 혼조국제장학재단 이사[3] 등도 맡고 있다.

## 자료
- (일본어) “内閣官房副長官補”. 내각관방 홈페이지. 2011년 3월 28일에 확인함.